# Tachyoryctes splendens
Tachyoryctes splendens là một loài động vật có vú trong họ Spalacidae, bộ Gặm nhấm. Loài này được Rüppell mô tả năm 1835.

## Hình ảnh

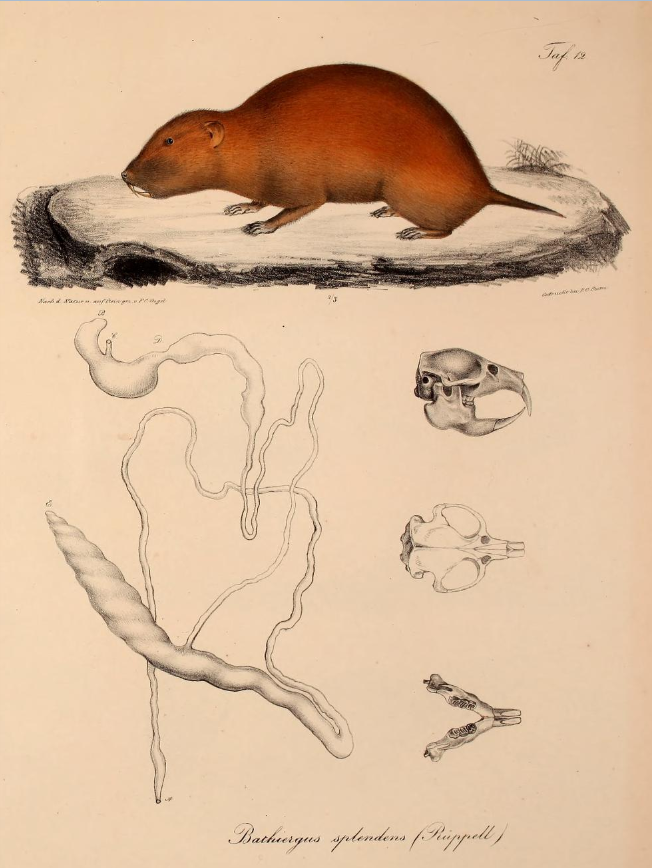